# Electronic press kit
Pour les articles homonymes, voir EPK.
Un electronic press kit (EPK) est un dossier de presse électronique, ou plus précisément numérique. Il est destiné à promouvoir une entreprise, un produit, un événement, et le plus souvent un artiste musicien.
Il se réduit parfois à un film court, envoyé sous la forme d'un CD ou via Internet aux médias, qui peuvent les utiliser pour en faire un reportage TV ou rédiger un article de presse, comme avec un simple communiqué.
Dans l'industrie musicale, les EPK contiennent en général une biographie d'artiste, un communiqué de presse, des photos de presse, des extraits de concerts, d'interviews ou des séquences montrant la préparation de l'album, et sont envoyés par les producteurs.